# مجموعة متاجر هيونداي

شعار متجر هيونداي

مجموعة متاجر هيونداي (بالإنجليزية: Hyundai Department Store Group) هي سلسلة متاجر هيونداي متعددة الأقسام في كوريا الجنوبية. بالإضافة إلى ذلك، تدير المجموعة مجموعة من شركات صناعة الخدمات. تشمل الشركات الفرعية شركة هيونداي هوم شوبينج وفندق هيونداي.

## عائلات المجموعة
- متجر هيونداي متعدد الأقسام
- هيونداي F&amp;G القابضة
- شركة هيونداي للأغذية
- هيونداي جوهامي
- هيونداي نانومي

هيونداي للصرافة القابضة
- أخلاقيات هيونداي
- تسوق هيونداي المنزلي
- هيونداي اتش اند اس القابضة
- هيونداي للأعمال القابضة
- هيونداي دريم تور

## روابط خارجية
- مجموعة متاجر هيونداي